# JR盛岡鉄道サービス
JR盛岡鉄道サービス（ジェイアールもりおかてつどうサービス 略称:MRS）は、岩手県盛岡市に本社を置く企業。
東日本旅客鉄道（JR東日本）の完全子会社（連結子会社）。

## 沿革
- 1960年9月 - 「株式会社検友社」設立。
- 2000年4月1日 - 「東北新幹線整備」「東北弘済整備」「東日本コンフォテック」「検友社」の4社を整理・統合「株式会社東日本アメニテック」に商号変更
- 2012年10月1日 - JR盛岡鉄道サービスに社名変更。

## 組織
本社
- 所在地：岩手県盛岡市盛岡駅前通1-41 JR盛岡支社ビル内

営業所
- 盛岡営業所： 岩手県盛岡市盛岡駅前通1-48
  - 沼宮内スタッフルーム： 岩手県岩手郡岩手町大字江刈内第7地割9
- 盛岡運転営業所： 岩手県盛岡市天昌寺町5-1（JR盛岡車両センター構内）
- 新幹線盛岡営業所： 岩手県盛岡市みたけ1-4-1
- 一関営業所： 岩手県一関市深町16番地
  - 駅スタッフルーム： 岩手県一関市駅前67
- 北上営業所： 岩手県北上市大通1-1-2
  - 花巻駅スタッフルーム： 岩手県花巻市大通り1丁目1-43-2
- 釜石営業所： 岩手県釜石市鈴子町22-1
  - 宮古スタッフルーム： 岩手県宮古市宮町1丁目1-50
- 八戸営業所： 青森県八戸市大字長苗代字下亀子谷地7-1
  - 八戸駅スタッフルーム： 青森県八戸市大字尻内町字舘田2-2
  - 久慈スタッフルーム： 岩手県久慈市川崎町10-20
- 新幹線青森営業所： 青森県青森市石江字高間140-2
  - 青森駅スタッフルーム： 青森県青森市柳川1丁目1-1
  - 東スタッフルーム： 青森県青森市大字大野字北片岡無番地

## 業務内容
鉄道輸送関連業務
- 車両検査修繕、車両清掃整備、構内車両入換、駅舎清掃

ビルメンテナンス業務
- ビル清掃、ビル設備管理、ホテル客室整備、一般廃棄物収集運搬

警備業務
- 常駐警備、貴重品運搬警備

その他
- JR盛岡支社内各社員寮の窓口（受付）・給食・清掃等管理、新幹線レールゴーサービス積込受託
- 盛岡駅における秋田新幹線上り列車の雪落とし業務（冬季のみ）、ボイラー管理業務 他